# Ramona Aparicio Rodríguez
Ramona Aparicio Rodríguez (Madrid, 1808 - Madrid, 15 de marzo de 1881) fue una maestra y pedagoga española.

## Biografía
Nació en Madrid en 1808,  fue alumna de la  Escuela Lancasteriana de Niñas de Madrid donde se aplicaba el sistema mutuo (las alumnas más aventajadas se ocupaban de la instrucción de las más retrasadas) y posteriormente directora de la misma durante treinta años.
En 1858 se convirtió en la primera directora de la Escuela Normal Central de Maestras de Madrid y, en 1869, en directora de la Escuela de Institutrices. Las clases de está Escuela se impartieron desde 1870 hasta 1881 en la Escuela Normal. Estaba integrada en la Asociación para la Enseñanza de la Mujer, creada en 1870 por Américo Castro.
Ramona Aparicio formó parte de su Junta Directiva.
De carácter reservado y justo, dotada de una notable curiosidad humanística y una temprana vocación docente, supo poner en práctica el principio de autoridad docente sin tener que recurrir a las medidas agresivas propias de su tiempo, murió en Madrid el 15 de marzo de 1881 tras cincuenta y nueve años al servicio de la enseñanza femenina.